# Birger Kaipiainen

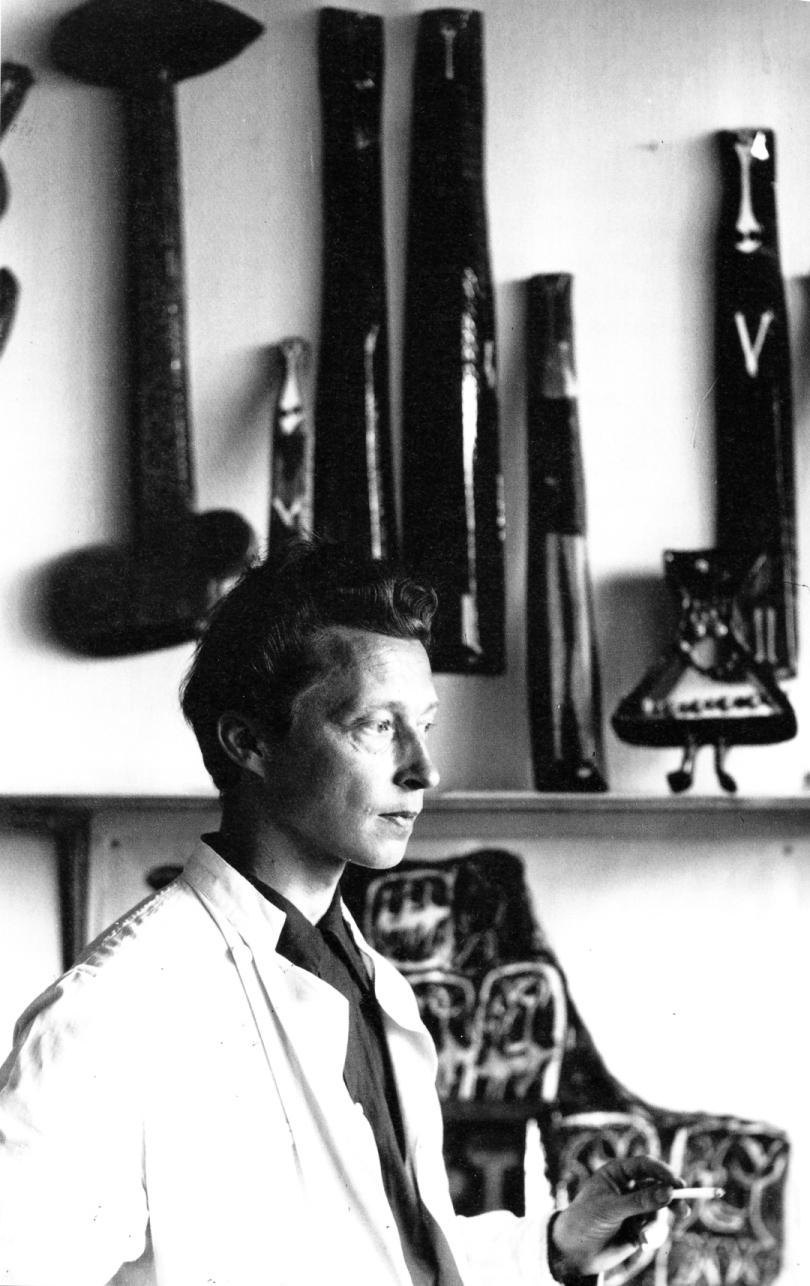
Birger Kaipiainen.

Birger Johannes Kaipiainen, född 1 juli 1915 i Björneborg, död 18 juli 1988 i Helsingfors, var en finländsk formgivare och keramiker.

## Biografi
Kaipiainen studerade vid Konstindustriella  läroverket i Helsingfors och fick 1937 anställning hos Arabia, där han var verksam fram till 1954. Därefter formgav han för Rörstrands Porslinsfabrik men återvände 1958 till Arabia där han var kvar till sin död 1988. Han arbetade vid företagets konstnärliga avdelning och hans arbeten var inspirerade av bysantinsk och italiensk renässanskonst, ofta med frukter, blommor och fåglar.
Han formgav även bordsporslin för industriell produktion, bland annat Paratiisi med djärva dekorativa motiv av frukter och blommor (1969). Seriens produktion återupptogs 1987. Av sin samtid kallades han "keramikens mästare" och "dekorationskonstens obestridde härskare". Birger Kaipiainen var för Arabia vad Stig Lindberg var för Gustavsbergs porslinsfabrik.
Vid 1951 års Milanotriennalen belönades han med ett hedersdiplom och 1960 med ett grand prix för sina surrealistiska  keramikfåglar. Han tilldelades Pro Finlandia-medaljen 1963 och fick professors titel 1977.
Han är begravd på Malms begravningsplats i Helsingfors.

## Bilder

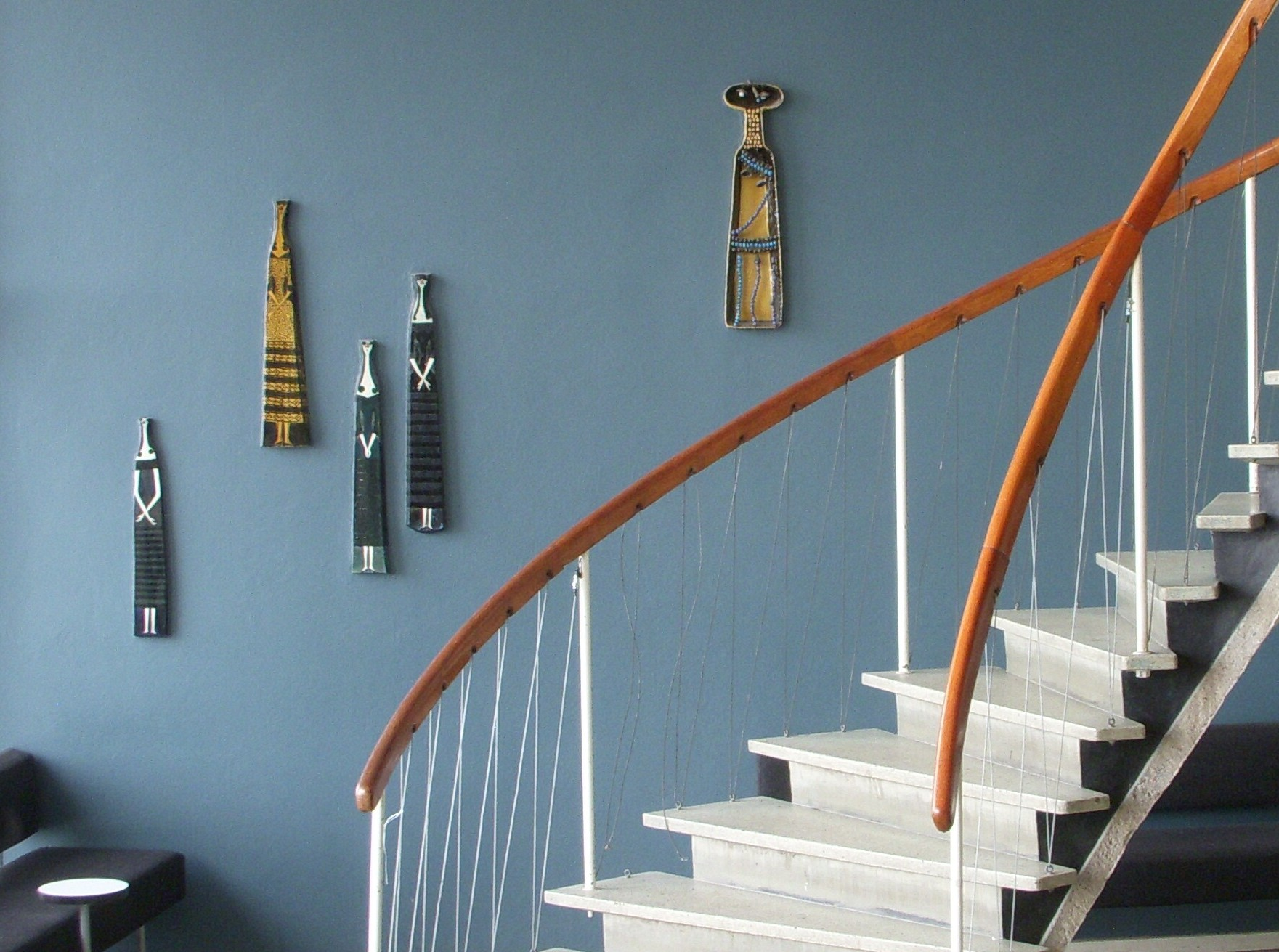
Reliefer, 1953 (trapphallen på Warfvinges väg 28, Stockholm).
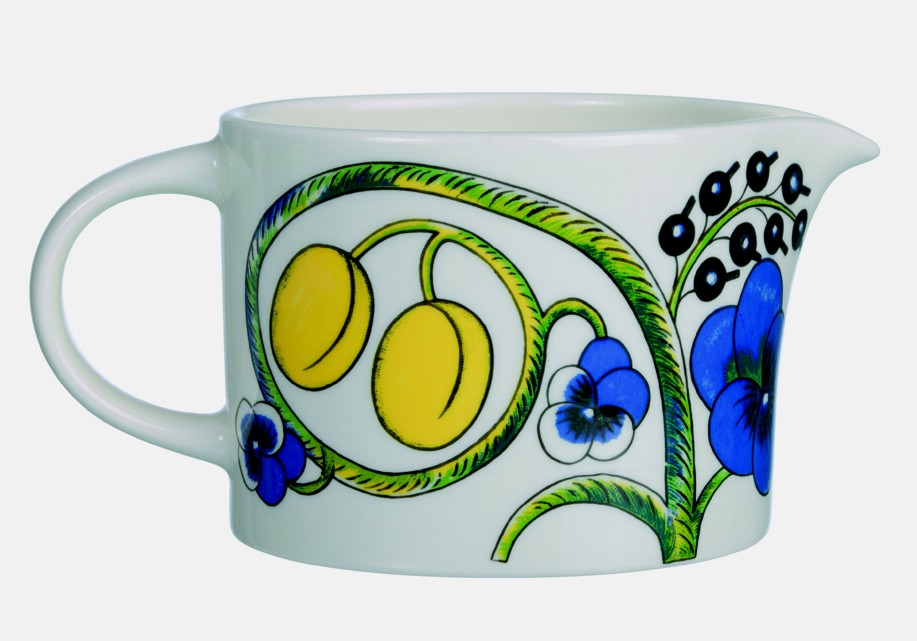
Porslin "Paratiisi", 1969.